# Paragorgia arborea
Paragorgia arborea é uma espécie de coral da família Coralliidae. Cresce principalmente em profundidades entre 200 e 1 300 metros em temperaturas entre 3 e 8 °C. É encontrada amplamente no Oceano Atlântico Norte e no Oceano Pacífico Norte em montes submarinos e colinas, e foi descrita pela primeira vez pelo naturalista sueco Carlos Lineu em 1758. P. arborea é uma espécie fundadora, fornecendo um habitat para outras espécies em ecossistemas de corais de mar profundo.

## Descrição
Paragorgia arborea pode atingir alturas de 6 metros, e são de cor branca, vermelha, ou salmão, em uma estrutura ramificada, em forma de leque, com um tronco central resistente e muitos ramos. As pontas dos ramos são bulbosas, dando a esse octocoral o nome comum de coral-chiclete. Possui pólipos alimentares especializados, autozoides e pólipos reprodutivos especializados, sifonozoides. Pouco se sabe sobre a taxa de crescimento e expectativa de vida do P. arborea, mas descobriu-se que tem uma taxa de crescimento média de 1cm/ano, com taxas de crescimento de 2-6cm/ano encontradas em alguns casos, e é de longa duração na escala de décadas.

### Estratégia reprodutiva
Como outros corais de águas profundas, pouco se sabe sobre a ecologia reprodutiva específica do P. arborea. A hipótese é que P. arborea é uma chocadeira — a fertilização ocorre na colônia feminina ou dentro dela. Os corais se reproduzem sexualmente por desova ou choco, mas, uma vez estabelecidos, os corais se reproduzem assexuadamente para crescer em uma colônia com muitas ramificações.

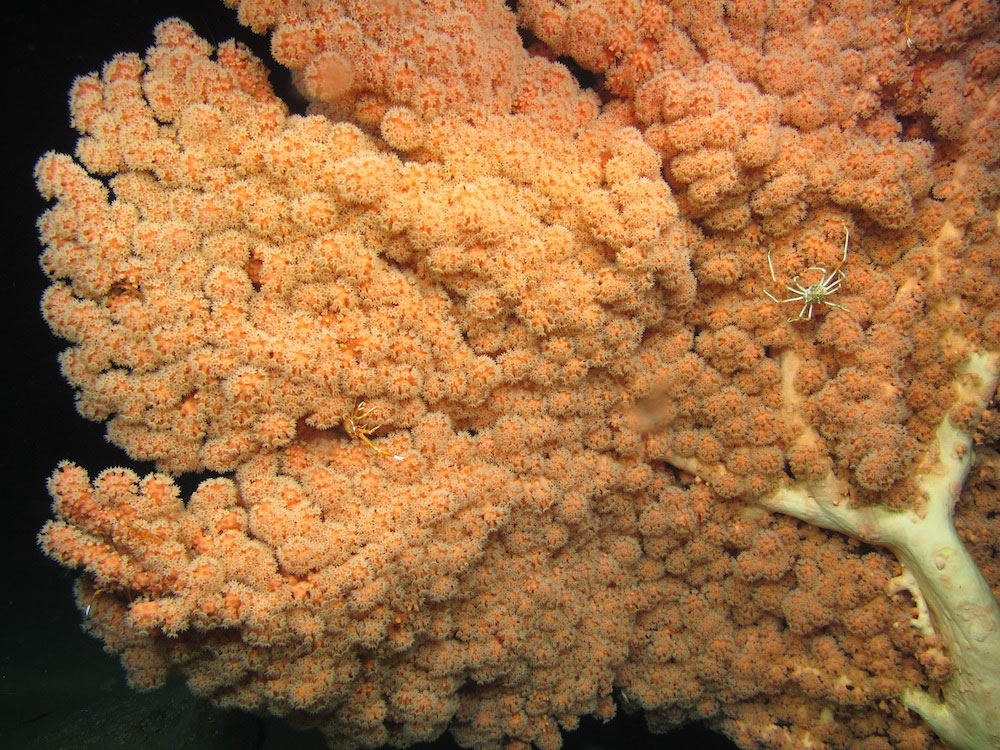
P. arborea com pólipos estendidos para alimentação

### Estratégia de alimentação
P. arborea é um animal filtrador; come matéria orgânica suspensa na corrente em que vive. Ele otimiza a absorção de nutrientes, ajustando seu comportamento ao ciclo da maré. Quando as correntes das maré estão chegando, os pólipos de coral se estendem para se alimentar ativamente da matéria orgânica que está sendo trazida com a maré. Depois que a maré baixa e as correntes não trazem tanta matéria orgânica, os pólipos de coral se retraem para digerir o alimento ou ficam inativos. Além disso, P. arborea é frequentemente encontrada crescendo em uma forma côncava voltada para a corrente, o que é uma estratégia de crescimento que permite que o coral receba alimento de forma mais eficaz.

### Microbioma
Por ser difícil acessar corais das regiões abssais para estudo, sabe-se relativamente pouco sobre o microbioma de P. arborea. Foi descoberto que o coral tem um microbioma específico do hospedeiro e uma camada de mucopolissacarídeo de superfície externa, que é um muco que atua como uma defesa contra agentes patógenos transportados pela água e ajuda a alimentação do filtro de coral. Proteobacteria, tenericutes e spirochaetes são os principais grupos taxonômicos de bactérias encontrados no microbioma de P. arborea.

## Distribuição e habitat

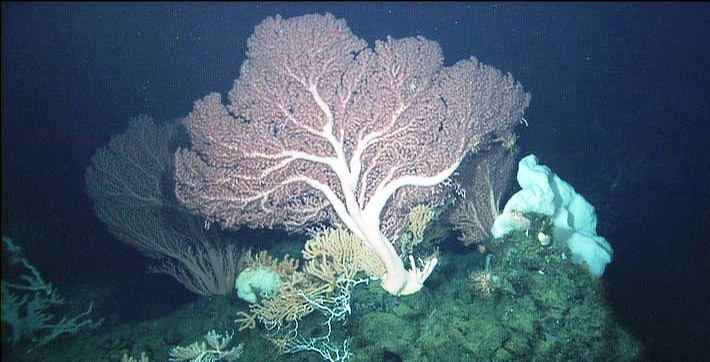
P. arborea no monte submarino Davidson

Paragorgia arborea é encontrado entre 30° e 70° de latitude em ambos os hemisférios. Está bem estabelecido no Oceano Atlântico Norte, onde geralmente cresce em profundidades entre 200 e 1 300 metros e em temperaturas entre 3 e 8 °C. Ocorre ao longo de toda a costa norueguesa e a profundidades de 40 metros em fiordes noruegueses, especialmente aqueles com pouca visibilidade e vida planctônica abundante. No Atlântico Ocidental, ocorre nas águas da Nova Escócia, incluindo o Oceanógrafo Canyon, ao largo de Georges Bank, Grandes Bancos, Estreito de Davis e ao sul da Groenlândia. Também é encontrado perto da Cadeia Atlântica ao sul da Islândia.
P. arborea frequentemente cresce em recifes criados pelo coral rochoso Lophelia pertusa . Como outras gorgônias, ele prefere locais expostos com fortes correntes. Assim, é mais comumente encontrada em cânions marinhos e na encosta continental, onde a encosta é íngreme. P. arborea prefere crescer em cima de substrato duro que é uma mistura de seixos, pedregulhos e pedras.

## Ecologia
Paragorgia arborea é frequentemente associada à Euryalina Gorgon's Head, Gorgonocephalus caputmedusae, que a usa como um poleiro para capturar o plâncton que passa à deriva. Às vezes forma densos jardins de corais com outros octocorais, como Primnoa resedaeformis, Paramuricea grandis e Keratoisis ornata e o península marinha Pennatula borealis. É uma espécie fundadora, servindo como local de reprodução, abrigo e espaço de alimentação para uma grande variedade de espécies e aumentando a riqueza de espécies de todo o ecossistema.

## Ameaças de conservação
Paragorgia arborea e outros corais do fundo do mar enfrentam uma variedade de ameaças antrópicas à sua conservação. As atividades humanas que perturbam o fundo do oceano, incluindo a pesca comercial, extração de petróleo no mar, mineração em alto mar e colocação de cabos, são as ameaças mais proeminentes. Uma vez que P. arborea tem uma taxa de crescimento lenta (~1 cm/ano) e um esqueleto frágil, é particularmente vulnerável a essas ameaças. A destruição de P. arborea devido à perturbação humana terá efeitos que reverberam em vários níveis tróficos no ecossistema de corais do fundo do mar e afetam a riqueza de espécies porque é uma espécie fundadora. A modelagem de nichos ecológicos prevê uma alta taxa de declínio na disponibilidade de habitat adequado para P. arborea, bem como nenhum refúgio previsto.